# Eucinetus morio
Eucinetus morio är en skalbaggsart som beskrevs av Leconte 1853. Eucinetus morio ingår i släktet Eucinetus och familjen platthöftbaggar. Inga underarter finns listade i Catalogue of Life.